# Юнона
Вижте пояснителната страница за други значения на Юнона.
Юнона е висша римска богиня, еквивалент на гръцката Хера, покровителка на брака, плодородието и пазеща майките по време на раждане. Първоначално етруско божество, по-късно като италийска богиня, става римско съответствие на гръцката богиня Хера.
Юнона е дъщеря на Сатурн и Опс (Рея), сестра на Церера, Плутон, Веста, Нептун и Юпитер, на когото е и съпруга. Юнона е богиня на брака, съпружеската любов, покровителка на омъжените жени, помагачка на бременните и родилките, покровителка на Рим и римската държава. В нейна чест е издигнат храм на Капитолия.
Юнона дарявала дъжд, плодородие, успех и победа. Според легендата, гъските от храма на Юнона в Рим спасяват града при нощно нападение на галите през 390 г. пр.н.е., като предупреждават с крясъка си римляните.
Месец юни е наречен на Юнона.

## Прозвища
- Юнона Луцина (на латински: Juno Lucina) – покровителка на майчинството. В нейна чест на 1 март римските жени празнуват празника Матроналии (Matronalia)

- Юнона Монета (на латински: Juno Moneta) – „даваща правилни съвети, предпазваща“, тъй като предупредила римляните за предстоящо земетресение. Нейният празник е на 1 юни, когато римските жени ѝ поднасят жертви. Стар закон от времето на Нума Помпилий забранява на блудните жени и тези с извънбрачни връзки да се докосват до олтара ѝ, но ако такава жена успее да проникне в храма и да отдаде почести на богинята, тя бива опростена. За целта е нужно да разпусне косите си в знак на разкаяние и да принесе в жертва на Юнона женско агне.